# Challenger de Chennai
El P.L. Reddy Memorial ATP Challenger es un torneo profesional de tenis. Pertenece al ATP Challenger Series. Se juega desde el año 2014 sobre pistas duras bajo techo, en Chennai, India.

## Palmarés

### Individuales
| Año  | Campeón      | Finalista             | Resultado     |
| ---- | ------------ | --------------------- | ------------- |
| 2014 | Yuki Bhambri | Alexander Kudryavtsev | 4-6, 6-3, 7-5 |

### Dobles
| Año  | Campeones                  | Finalistas                 | Resultado |
| ---- | -------------------------- | -------------------------- | --------- |
| 2014 | Yuki Bhambri Michael Venus | N. Sriram Balaji Blaž Rola | 6-4, 7-63 |